# Primera División de Chile de 2014-15

## Torneio Apertura 2014
Classificação
| Pos | Equipes                | Pts | J  | V  | E | D  | GM | GS | SG  |
| --- | ---------------------- | --- | -- | -- | - | -- | -- | -- | --- |
| 1   | Universidad de Chile   | 44  | 17 | 14 | 2 | 1  | 37 | 13 | 24  |
| 2   | Santiago Wanderers     | 43  | 17 | 14 | 1 | 2  | 31 | 14 | 17  |
| 3   | Colo-Colo              | 41  | 17 | 13 | 2 | 2  | 34 | 11 | 23  |
| 4   | Palestino              | 31  | 17 | 10 | 1 | 6  | 28 | 21 | 7   |
| 5   | Huachipato             | 26  | 17 | 8  | 2 | 7  | 30 | 25 | 5   |
| 6   | Unión Española         | 25  | 17 | 8  | 1 | 8  | 22 | 24 | -2  |
| 7   | Audax Italiano         | 23  | 17 | 6  | 5 | 6  | 26 | 21 | 5   |
| 8   | O'Higgins              | 23  | 17 | 6  | 5 | 6  | 27 | 25 | 2   |
| 9   | Unión La Calera        | 22  | 17 | 6  | 4 | 7  | 25 | 22 | 3   |
| 10  | Barnechea              | 20  | 17 | 6  | 2 | 9  | 16 | 26 | -10 |
| 11  | Ñublense               | 19  | 17 | 5  | 4 | 8  | 21 | 29 | -8  |
| 12  | Universidad Concepción | 18  | 17 | 4  | 6 | 7  | 18 | 23 | -5  |
| 13  | San Marcos             | 18  | 17 | 5  | 3 | 9  | 12 | 21 | -9  |
| 14  | Universidad Católica   | 17  | 17 | 5  | 2 | 10 | 20 | 25 | -5  |
| 15  | Cobresal               | 17  | 17 | 4  | 5 | 8  | 24 | 30 | -6  |
| 16  | Iquique                | 16  | 17 | 3  | 7 | 7  | 22 | 31 | -9  |
| 17  | Antofagasta            | 16  | 17 | 4  | 4 | 9  | 13 | 25 | -12 |
| 18  | Cobreloa               | 11  | 17 | 3  | 2 | 12 | 19 | 39 | -20 |

|  | Equipe classificada para a Fase de grupos da Copa Libertadores de 2015             |
|  | Equipes que dispitarão a Liguilla para a Primera Fase da Copa Libertadores de 2015 |

- Como o Colo-Colo foi campeão do torneio Clausura 2014(e assim se classificou para a Copa Libertadores da América de 2015),a sua vaga na Liguilla foi dada para o sexto colocado do Torneio Apertura 2014(Unión Española)

### Liguilla do Torneio Apertura
Semifinais
Em itálico, os times que possuem o mando de campo no primeiro jogo do confronto e em negrito as equipes classificadas.
| Equipe 1       | Total | Equipe 2           | 1.º jogo | 2.º jogo |
| -------------- | ----- | ------------------ | -------- | -------- |
| Huachipato     | 1 – 6 | Palestino          | 1 – 3    | 0 – 3    |
| Unión Española | 5 – 6 | Santiago Wanderers | 2 – 4    | 3 – 2    |

Final
Em itálico, o time que possui o mando de campo no primeiro jogo do confronto e em negrito a equipe campeã e classificada para a Copa Libertadores da América de 2015.
| Equipe 1  | Total | Equipe 2           | 1.º jogo | 2.º jogo |
| --------- | ----- | ------------------ | -------- | -------- |
| Palestino | 9 – 2 | Santiago Wanderers | 3 – 1    | 6 – 1    |